# Vojenice (Kladruby)
Vojenice jsou malá vesnice, část obce Kladruby v okrese Rokycany v Plzeňském kraji. Nachází se asi jeden kilometr jihovýchodně od Kladrub. Vojenice leží v katastrálním území Kladruby u Radnic o výměře 6,04 km2.

## Historie
První písemná zmínka o vesnici pochází z roku 1352.

## Obyvatelstvo
| Rok            | 1869 | 1880 | 1890 | 1900 | 1910 | 1921 | 1930 | 1950 | 1961 | 1970 | 1980 | 1991 | 2001 | 2011 | 2021 |
| -------------- | ---- | ---- | ---- | ---- | ---- | ---- | ---- | ---- | ---- | ---- | ---- | ---- | ---- | ---- | ---- |
| Počet obyvatel | 49   | 46   | 50   | 54   | 44   | 59   | 41   | 31   | 28   | 17   | 6    | 0    | 0    | 3    | 3    |
| Počet domů     | 7    | 8    | 7    | 8    | 7    | 7    | 7    | 7    | 7    | 5    | 3    | 0    | 0    | 4    | 5    |

## Obecní správa
Při sčítání lidu v letech 1869–1982 Vojenice byly osadou obce Kladruby, se kterým patřily nejprve do okresu Hořovice, ale v letech 1900–1982 v okrese Rokycany. Od 1. července 1982 do 5. září 2004 byla osada úředně zrušena a jako část obce Kladruby byla obnovena 6. září 2004.

## Pamětihodnosti
- Kostel svatého Jana Křtitele

## Galerie

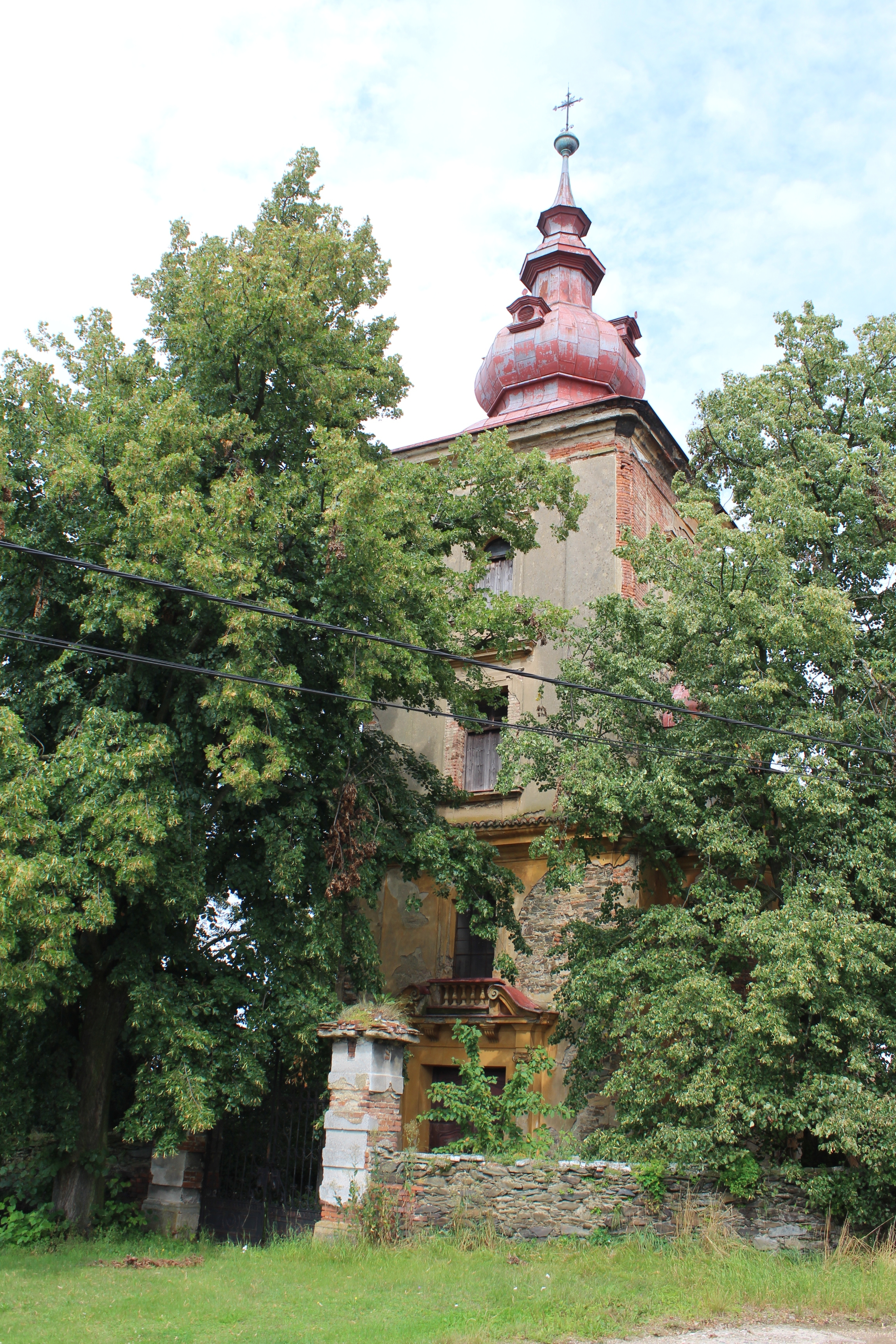
Kostel sv. Jana Křitele
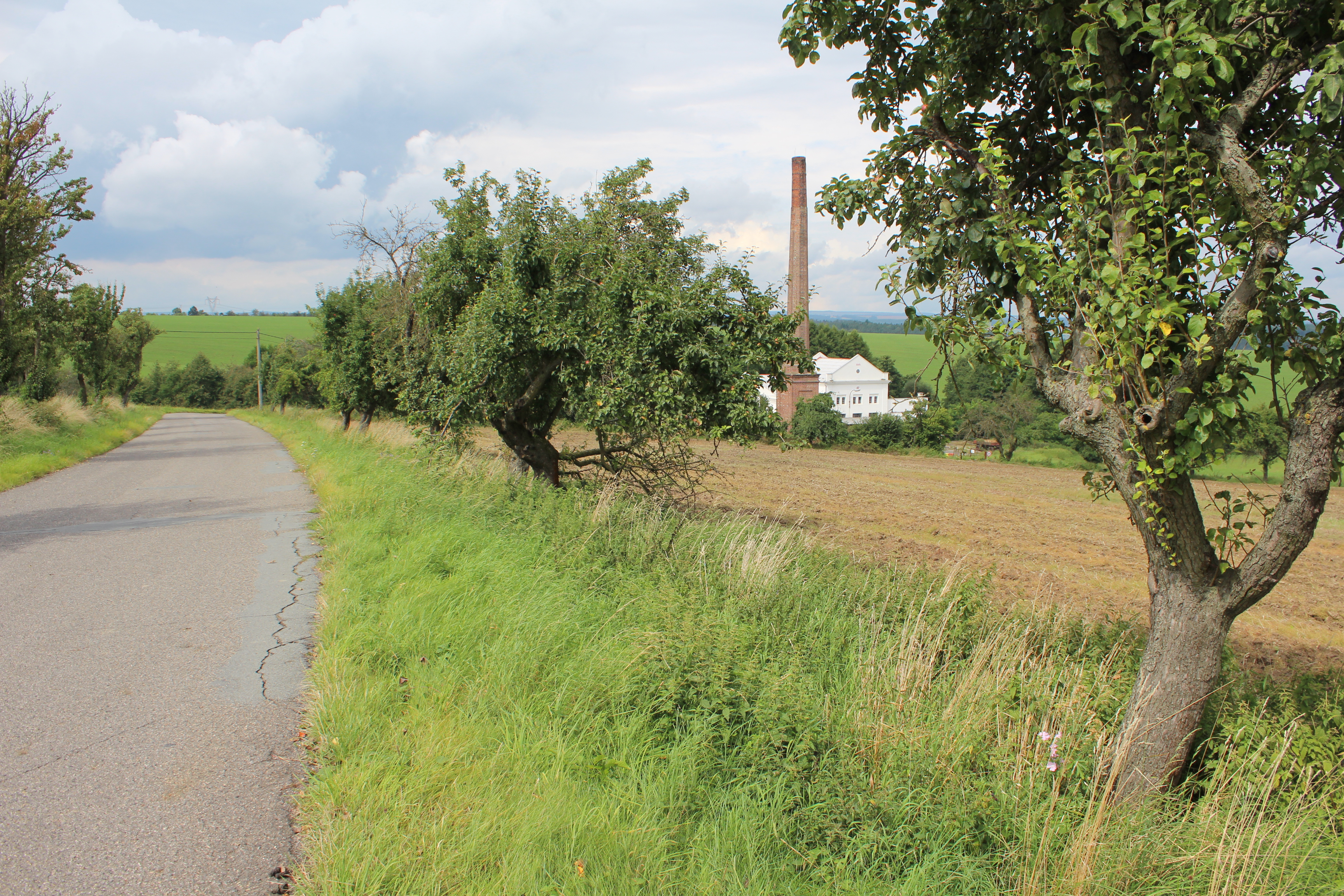
Závod ve Vojenicích